# محوطه فوشنجان
محوطه فوشنجان یا زادگاه حاج بکتاش ولی در روستای فوشنجان، شهرستان نیشابور، واقع شده و این اثر در تاریخ ۲۳ دی ۱۳۸۷ با شمارهٔ ثبت ۲۴۳۸۳ به‌عنوان یکی از آثار ملی ایران به ثبت رسیده است. کاوش این محوطه باستانی در تیر سال ۱۳۹۵ توسط گروه باستان‌شناسی دانشگاه نیشابور آغاز شد.